# Richard Kelly
Richard Kelly (Newport News, Virgínia, 28 de març de 1975) és un director de cinema i guionista estatunidenc.

## Biografia
Cursà els seus estudis de cinema a la University of Southern California, llicenciant-se l'any 1997. Després de filmar els curtmetratges The Goodbye Place i Visceral Matter, el 2001 s'embarcà en el seu propi projecte com a autor complet (guió i direcció): Donnie Darko, aconseguint construir una imaginativa història, el major mèrit de la qual arrela en la plasmació d'una atmosfera inquietant, terrorífica (sense ser una pel·lícula de terror, en el sentit estricte de la paraula), i per sobre de tot, sorprenent. En paraules del director "la meva visió original fou sempre una mena de relat èpic de ciència-ficció", i encara que finalment, degut a raons pressupostàries, hagué de renunciar a part de la seva pretensió inicial, el resultat ha pagat la pena.
Malgrat no obtenir grans xifres de recaptació, aquesta pel·lícula es convertí de forma quasi immediata en un film de culte, i el director, davant l'allau de teories relatives a la interpretació del significat de la seva òpera prima, decidí estrenar el 2004 Donnie Darko: The Director's Cut, en la que a més de retocar digitalment determinades escenes, hi va incloure metratge addicional.
El 2005 escrigué els guions de Domino, dirigida per Tony Scott; i The Box, d'Eli Roth. Després s'engrescà en la fase de postproducció del seu esperadíssim segon projecte com a director: Southland Tales que estrenà, finalment, durant el 2006.

## Filmografia

### Escriptor i director
- The Goodbye Place (1996)
- Visceral Matter (1997)
- Donnie Darko (2001)
- Southland Tales (2008)
- The Box (2008)

### Escriptor
- Domino (2005)
- The Box (2006)
- The House at the End of the Street
- Optimistic (2006)
- Vanishing Point remake